# OOCL Hong Kong
OOCL Hong Kong – jeden z największych kontenerowców na świecie. Zwodowany w południowokoreańskiej stoczni Samsung Heavy Industries w Geoje w maju 2017 roku. Jest pierwszą z 6 siostrzanych jednostek. Jego pojemność wynosi 21 413 TEU (kontenerów 20-stopowych).
Został zbudowany jako największy na świecie i trzeci kontenerowiec o pojemności ponad 20 000 TEU, po czym wyruszył w swój dziewiczy 77-dniowy rejs do północnej Europy.
Jednostka obsługuje regularną linię w serwisie LL1, który łączy porty Dalekiego Wschodu z portami Europy Północno-Zachodniej. Trasa rejsu okrężnego wiedzie przez: Szanghaj, Ningbo, Xiamen, Yantian, Singapur, Kanał Sueski, Felixstowe, Rotterdam, Gdańsk, Wilhelmshaven, Felixstowe, Kanał Sueski, Singapur, Yantian, Szanghaj.